# クルト・ダールケ
クルト・ダールケ（Kurt Dahlke、1958年4月29日 - ）は、ドイツのミュージシャンであり、「ピロレーター (Pyrolator)」という名前で活動している。シンセサイザーやテープ編集を用いた電子音楽を多数制作する。
1978年から1979年にかけてDAFのメンバーとして活動したが、アルバムは『ファースト・アルバム』(Ein Produkt der Deutsch-Amerikanischen Freundschaft)のみの参加となった。DAF脱退直後、1979年に結成したバンド、デア・プラン (Der Plan)に参加 (1992年まで)。同年にアタタック (Ata Tak)・レーベルの立ち上げに尽力し、同レーベルから多くの西ドイツ（当時）出身のミュージシャンのプロデュースやコラボレーションをリリースした。それらはノイエ・ドイチェ・ヴェレと呼ばれる当時のドイツで発生したニュー・ウェイヴの代表的な作品となった。また、フェルファーベン、ア・サーティン・フランク、Bombay 1などのメンバーとしても活躍する。

## ディスコグラフィ

### ピロレーター
- 『インランド』 - Inland (1980年)
- 『アウスランド』 - Ausland (1981年)
- 『ワンダーランド』 - Wunderland (1984年)
- 『ホーム・ テーピング・イズ・キリング・ミュージック』 - Home Taping Is Killing Music (1985年) ※with A. K. クロゾフスキー
- 『トラウムランド』 - Traumland (1988年)
- 『エヴリー・セカンド』 - Every Second (1990年) ※ピロレーター/シャーロック/サンバ名義
- Neuland (2011年)
- Con-Struct (2015年) ※with コンラッド・シュニッツラー